# Norodom Suramarit

Het wassen beeld van Preah Reach Bat Samdach Preah Norodom Suramarit

Preah Reach Bat Samdach Preah Norodom Suramarit (Phnom Penh, 6 maart 1896 - aldaar, 3 april 1960) was vanaf 1955 tot zijn overlijden koning van Cambodja.
Hij werd geboren als de zoon van prins Norodom Sutharot en was de kleinzoon van koning Norodom. Hij was tevens de neef van koning Sisowath Monivong en werd diens schoonzoon na zijn huwelijk met Sisowath Kossamak. 
Nadat koning Sisowath in 1941 was overleden, werd door de Fransen diens kleinzoon Norodom Sihanouk aangesteld als koning. Deze laatste trad in 1955, na het vertrek van de Fransen, af als koning ten gunste van zijn vader Suramarit. Maar als eerste minister hield Sihanouk toch de feitelijke macht in handen.
Norodom Suramarit was de grootvader van de huidige koning Norodom Sihamoni.